# Aero Boero AB-180
Aero Boero AB-180 — лёгкий поршневной самолёт общего назначения производства аргентинской компании Aero Boero.
Спроектирован на базе самолёта Aero Boero AB-95. Отличался от предшественника более мощным двигателем и улучшенной аэродинамикой. Прототип Aero Boero AB-180 поднялся в воздух в 1967 году. Имелось несколько вариантов самолёта с различными двигателями и размахами крыльев.

## Варианты

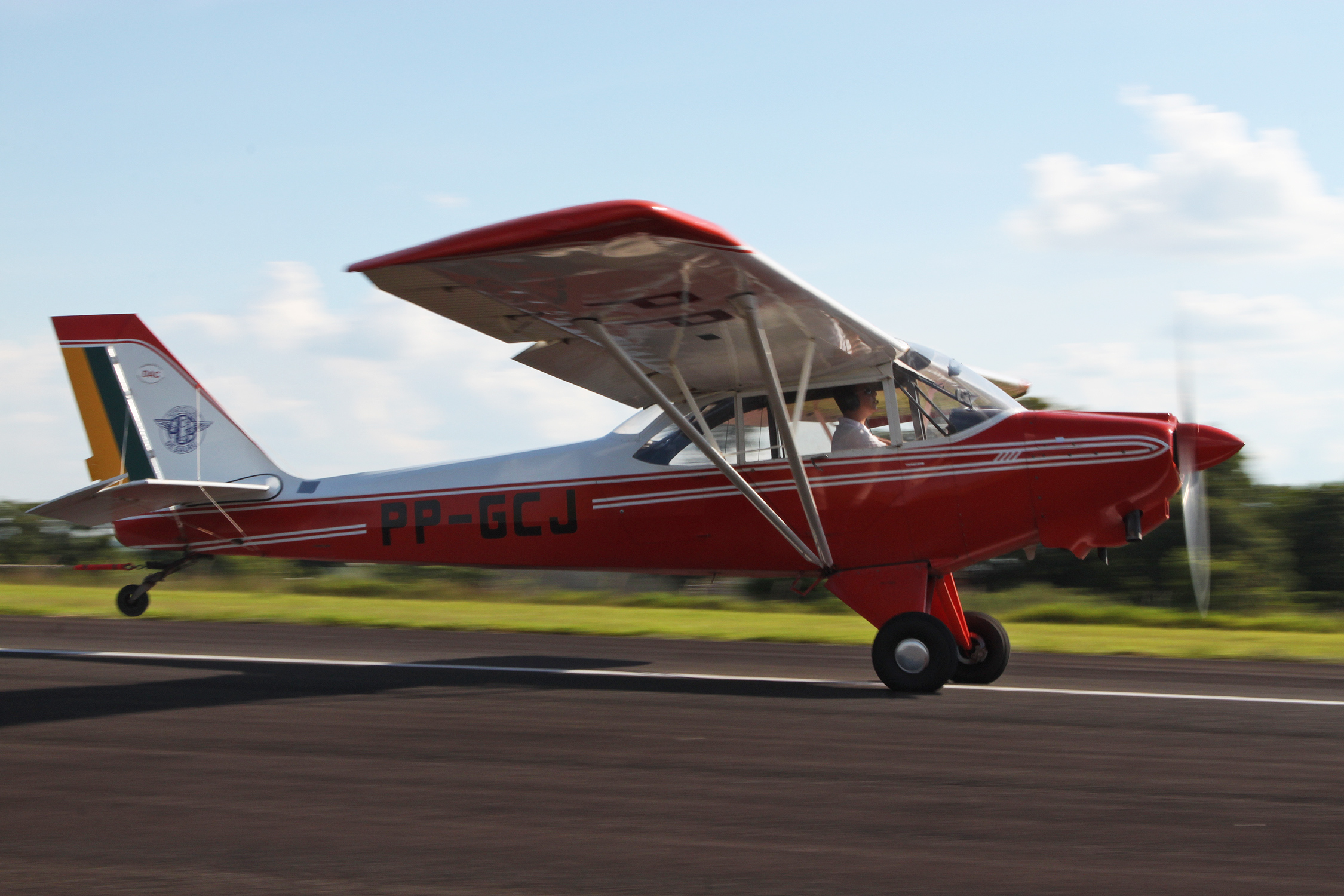
Aero Boero AB-180 в аэропорту Бауру

AB-180RV
AB-180RVRпланёр.
AB-180 Condorвариант дополнительным турбокомпрессором, высотный.
AB-180Agсельскохозяйственная версия. Мог использоваться для опыления полей.
AB-180SPэкспериментальный биплан на базе AB-180Ag.

## Тактико-технические характеристики
Технические характеристики
- Экипаж: 1 человек
- Пассажировместимость: 2 пассажира
- Длина: 7,08 м
- Размах крыла: 10,78 м
- Высота: 2,05 м
- Площадь крыла: 17,41 м²
- Масса пустого: 602 кг
- Масса снаряжённого: 890 кг
- Силовая установка: 1 × ТВД Textron Lycoming O-360-A1A
- Мощность двигателей: 1 × 180 л.с. (1 × 134 кВт)

Лётные характеристики
- Максимальная скорость: 245 км/ч
- Крейсерская скорость: 201 км/ч
- Скорость сваливания: 73 км/ч
- Практический потолок: 7 000 м
- Скороподъёмность: 5,2 м/с

## Операторы
Аргентина
- ВВС Аргентины — 2 AB-180 в 1972—2003 годах[1]